# Lesław Matecki
Lesław Matecki (ur. 25 marca 1955 w Kołobrzegu) – polski gitarzysta, kompozytor, aranżer i muzyk sesyjny. Współpracował z najważniejszymi postaciami polskiej sceny muzycznej.

## Życiorys
Pierwszą pracę jako muzyk – w wieku 16 lat – rozpoczął w Państwowej Wyższej Szkole Teatralnej im. Aleksandra Zelwerowicza (dziś Akademia Teatralna). Grał w spektaklu „3 X TAK” w reżyserii Andrzeja Strzeleckiego i z muzyką Katarzyny Gärtner, a także w Teatrze Żydowskim im. Estery Rachel i Idy Kamińskiej, w zespole pod kierownictwem Leopolda Kozłowskiego (sezon 1977/78).
Jako gitarzysta występował w zespołach akompaniujących m.in. Zdzisławie Sośnickiej i grupie VOX. Nagrywał i wyprodukował z Martyną Jakubowicz („W domach z betonu”, 1981), Andrzejem Zauchą („My byliśmy sobie pisani” 1988), grupą Bemibek, Tadeuszem Woźniakiem oraz grupą Wanda i Banda („Fabryka marzeń”, 1984). W 1998 z zespołem Studia7 akompaniował Czesławowi Niemenowi.
Po 1982 roku zaczął wyjeżdżać za granicę, gdzie występował w cover bandach. Po powrocie do Polski w latach 90., wraz z przyjaciółmi Barbarą Sobolewską i Stanisławem Szczycińskim, założył grupę muzyczną Mikroklimat, z którą współpracował do 2000 roku. Wtedy też dołączył do zespołu koncertowego Ryszarda Rynkowskiego.
W 2008 roku poznał producenta muzycznego Bartosza Dziedzica i rozpoczął z nim współpracę. Jej efektem są utwory, które znalazły się na płytach Moniki Brodki („Granda”), Artura Rojka („Składam się z ciągłych powtórzeń”, „Kundel”), Dawida Podsiadły (utwór „Trofea” na albumie „Małomiasteczkowy”) i Darii Zawiałow (utwór „Tom-Yum”).
W 2015 roku nagrał z Kortezem debiutancką płytę „Bumerang” i dołączył do jego zespołu. Uczestniczył także w nagraniach płyt Kaśki Sochackiej – „Ciche dni” i „Ministory”
Lesław Matecki był członkiem koncertowego składu Moniki Brodki (2010–2020) i Korteza (2016–2020), występował też z grupą Warszawskie Combo Taneczne (2009–2020). Obecnie gra w zespołach Artura Rojka i Kaśki Sochackiej.
Matecki współpracował z czołowymi producentami muzycznymi i kompozytorami muzyki filmowej takimi jak: Krzesimir Dębski, Bartek Dziedzic, Kuba Galiński, Tomasz Gąsowski, Mateusz Hulbój, Bogdan Kondracki, Michał Lorenc, Rafał Paczkowski, Olek Świerkot czy Daniel Walczak.
30 listopada 2023 roku wydał debiutancki album pod tytułem „Matecki”.